# Bermudas en los Juegos Paralímpicos de Pekín 2008
Bermudas estuvo representada en los Juegos Paralímpicos de Pekín 2008 por un deportista masculino. El equipo paralímpico bermudeño no obtuvo ninguna medalla en estos Juegos.